# Warpuny
Warpuny (Duits: Warpuhnen) is een dorp in de Poolse woiwodschap Ermland-Mazurië. De plaats maakt deel uit van de gemeente Sorkwity en telt 400 inwoners.